# Affrontement de 2009 entre l'Afghanistan et l'Iran
 (octobre 2022).
Conséquences du conflit afghan
L'affrontement de 2009 entre l'Afghanistan et l'Iran est survenu le 23 avril 2009 lorsqu'un affrontement a éclaté entre les gardes-frontières de l'Afghanistan et de l'Iran dans la province de Nimroz près de la frontière entre l'Afghanistan et l'Iran. Un garde-frontière iranien (en) a été tué dans l'affrontement et un autre garde-frontière a été capturé par la police des frontières afghane (en).

## Affrontement
Le général Saifullah Hakim, chef de la police des frontières afghane à Nimroz, a déclaré à Radio Free Europe/Radio Liberty que les gardes-frontières iraniens avaient ignoré les avertissements émis par les forces afghanes après avoir franchi illégalement la frontière afghane et pénétré dans le district Tang de Nimroz. Dans la fusillade qui en a résulté avec la police des frontières afghane, un garde-frontière iranien a été tué tandis qu'un autre a été capturé. Le général Hakim dit que cela a été reconnu par les autorités iraniennes et que le soldat détenu ainsi que le corps du soldat décédé seront renvoyés en Iran. La chaîne de télévision iranienne Press TV a également rapporté la mort d'un soldat iranien et la capture de l'autre par la police des frontières afghane.
Auparavant, les deux pays s'étaient également affrontés le 9 mars 2007, entraînant la mort d'un soldat afghan et d'un soldat iranien, et le 20 avril 2008, entraînant la mort d'un civil afghan et la blessure de deux soldats iraniens,.